# Chorebus galii
Chorebus galii är en stekelart som beskrevs av Griffiths 1984. Chorebus galii ingår i släktet Chorebus och familjen bracksteklar. Inga underarter finns listade i Catalogue of Life.